# Ernesto Leopoldo, Príncipe de Saxe-Coburgo-Gota
Ernesto Leopoldo, Príncipe de Saxe-Coburgo-Gota (em alemão:  Ernst Leopold Eduard Wilhelm Josias; 14 de janeiro de 1935 – 27 de junho 1996) foi o filho mais velho de João Leopoldo, Príncipe Hereditário de Saxe-Coburgo-Gota e da Baronesa Feodora von der Horst.

## Biografia
Ernst Leopold nasceu em Hirschberg, na Alemanha. Seus avós paternos eram Carlos Eduardo, Duque de Saxe-Coburgo-Gota, o único filho de Leopoldo, Duque de Albany (filho mais novo da Rainha Vitória), e sua esposa, Princesa Victoria Adelaide de Schleswig-Holstein-Sonderburg-Glücksburg.
Seu pai era herdeiro aparente do ducado de Saxe-Coburgo-Gota até a abdicação forçada de seu avô em 18 de novembro de 1918, resultado da Revolução Alemã. Como o casamento de seus pais foi considerado morganático, ele perdeu quaisquer direitos sobre a sucessão do trono ducal.
Cometeu suicídio, junto com a sua última esposa.

## Duque de Albany
Ele tornou-se o herdeiro do Ducado de Albany com a morte de seu pai em 1972. Ele tinha o direito de se candidatar à reabilitação do ducado, que seu avô perdeu com a Titles Deprivation Act 1917, todavia nunca o fez.

## Casamentos
Em 4 de fevereiro de 1961, Ernst Leopold casou-se com Ingeborg Henig, filha de Richard Henig e Luise Duckwitz. Divorciaram-se em 26 de março de 1963.
Juntos tiveram um filho:
- Umberto, Príncipe de Saxe-Coburgo-Gota (n. 8 de dezembro de 1961)

Em 29 de maio de 1963, casou-se com Gertraude Monika Pfeiffer, filha de Hermann Horst Pfeiffer e Gertrud Marianne Jardin em Ratisbona, Alemanha. Divorciaram-se em 1985.
Juntos tiveram 4 filhos:
- Viktoria Prinzessin von Sachsen-Coburg und Gotha (n. 7 de setembro de 1963)
- Ernst-Josias Prinz von Sachsen-Coburg und Gotha (13 de maio de 1965 – 4 de setembro de 2009)
- Carl-Eduard Prinz von Sachsen-Coburg und Gotha (n. 7 de julho de 1966)
- Ferdinand-Christian Prinz von Sachsen-Coburg und Gotha (n. 13 de dezembro de 1968)

Posteriormente, casou-se com Sabine Margarete Biller, filha de Alfred Carl Biller, em 20 de janeiro de 1986.
Eles tiveram uma filha, nascida antes do casamento de seus pais:
- Alice-Sybilla Prinzessin von Sachsen-Coburg und Gotha (n. 6 de agosto de 1974)[3]

## Títulos e estilos
- 14 de janeiro de 1935 – 27 de junho de 1996: Príncipe Ernesto Leopoldo de Saxe-Coburgo-Gota
  - Títulos pretendidos: 4 de maio de 1972 – 27 de junho de 1996: Duque de Albany, Conde de Clarence, Barão Arklow